# متا کان دمیر
متا کان دمیر (انگلیسی: Mete Kaan Demir؛ زادهٔ ۱۳ مهٔ ۱۹۹۸) بازیکن فوتبال اهل ترکیه است.
وی همچنین در تیم ملی فوتبال Turkey U19 بازی کرده‌است.